# Авиакон Цитотранс
Авиакон Цитотранс (англ. Aviacon Zitotrans) —  российская частная грузовая чартерная авиакомпания.
Авиакомпания специализируется на внутрироссийских и дальнезарубежных грузовых перевозках на самолётах Ил-76ТД.
По данным Росавиации грузооборот авиакомпании за 2019 год составил 3313 тонн.

## История
Авиакомпания основана в 1995 году и 25 июня 1995 года выполнила первый рейс в Объединенные Арабские Эмираты. С 1995 по 1999 в основном выполняла рейсы из Екатеринбурга в ОАЭ, Турцию.
После 1998 года «Авиакон Цитотранс» отказалась от пассажирских рейсов и стала специализироваться на доставке грузов.
В 1999 году вошла в состав компании АVS Group.
В 2002 году ICAO запретила авиакомпании совершать полёты на территории Европы без специального разрешения от местного правительства.
Позднее авиакомпания вступила в Международную авиационную грузовую ассоциацию TIACA, в 2009 г. пройден аудит Всемирной Продовольственной Программы ООН UN WFP.
Авиакомпания регулярно участвует в операциях по оказанию помощи в районах, пострадавших от стихийных бедствий — Индонезия в 2004-2005 годах, Гаити в 2010, Непал в 2015.  Внутри России подобный рейс впервые был осуществлен в 2013 году в Благовещенск, на самолете «Авиакон Цитотранс» было отправлено оборудование для восстановления жилых домов и социальных объектов, пострадавших от наводнения.
Авиакомпания организует грузовые чартерные авиаперевозки крупногабаритных грузов и промышленного оборудования. В 2010 году борт «Авиакон Цитотранс» совершил трансатлантический рейс по маршруту Пермь — Гавана — Пермь, доставив в столицу Кубы авиационные двигатели ПС-90 для национальной авиакомпании Cubana de Aviación.
В 2016 году, выполняя рейсы по маршруту Воронеж-Салехард, «Авиакон Цитотранс» доставил на Север, в труднодоступные регионы страны 93 тонны груза — оборудование для нефтегазовой отрасли для ПАО «Газпром».
Также у авиакомпании есть успешный опыт транспортировки разных животных, в том числе крупногабаритных, например: дельфинов, лошадей, носорогов, жирафов.
30 ноября 2020 года авиакомпания осуществила перевозку слона по имени Кааван из Пакистана в Камбоджу. 2 февраля 2022 года в аэропорт Ванкувера из Кабула транзитом через Анкару и Кефлавик прибыл самолет екатеринбургской грузовой авиакомпании «Авиакон Цитотранс». Борт перевез 146 кошек и 171 собаку, которые содержались в ветеринарной клинике Kabul Small Animal Rescue (KSAR), находящейся в Кабуле. Основательница KSAR Шарлотта Максвелл-Джонс с августа 2021 года пыталась организовать вывоз питомцев клиники, многих из которых оставили хозяева, покидавшие Афганистан после захвата власти талибами (члены запрещенного в России движения «Талибан»). Помогли ветеринарной клинике канадская благотворительная организация защиты животных Thank Dog I am Out Rescue Society и ее партнеры, зафрахтовавшие чартер «Авиакон Цитотранс».
С начала пандемии коронавируса самолеты «Авиакон Цитотранс» активно используются для перевозки медицинских товаров и оборудования. Так, в 2020 году авиакомпания перевезла в Алжир, Францию, Испанию, Сербию, Румынию, Венгрию средства индивидуальной защиты, а в 2021 году — российское кислородное оборудование для размещения в ковидных госпиталях Кубы, а также доставила  из Москвы в Венесуэлу 28-тонную партию российской вакцины против коронавируса «Спутник V».
29 июня 2022 года «Авиакон Цитотранс» перевез партию вакцины от желтой лихорадки. Рейс с 11-тонным грузом на борту прибыл из Шереметьево в западную Африку. Детский фонд при ООН ЮНИСЕФ закупил российскую вакцину для министерств здравоохранения Нигерии и Буркина-Фасо и нанял самолет «Авиакон Цитотранс» для доставки в столицы этих государств.
3 декабря 2023 года тяжелый транспортный самолет Ил-76 российской грузовой авиакомпании «Авиакон Цитотранс» впервые совершил посадку на посадочную площадку, запущенную в этом году на Эльгинском угольном месторождении в Южной Якутии. По заказу компании «Эльга-Уголь» авиакомпания перевезла из Алма-Аты на месторождение промышленный трансформатор весом 16 тонн.

## Флот

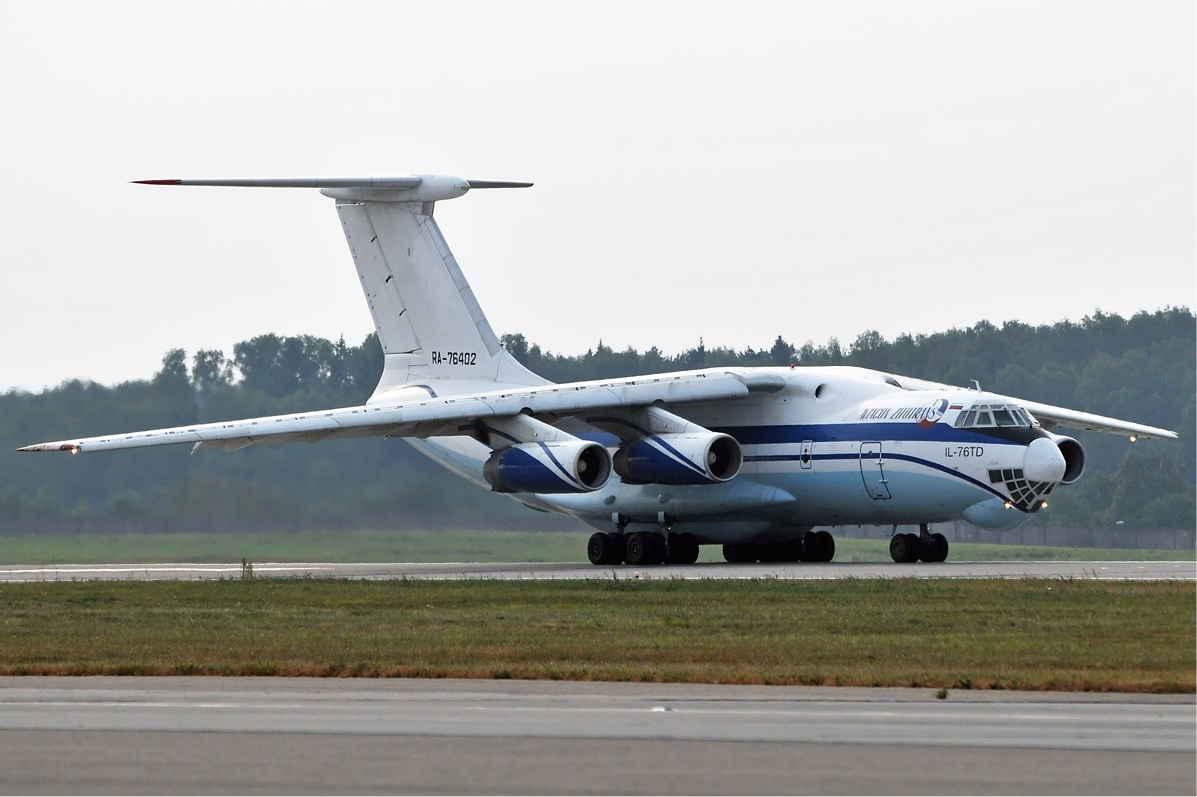
Ил-76ТД Цитотранса в Шереметьево.

Флот авиакомпании — 5 грузовых самолётов Ил-76ТД.

## Санкции
26 января 2023 года, на фоне вторжения России на Украину, авиакомпания включена в санкционный список США против ЧВК «Вагнер», также под санкции попали 4 самолета Ил-76ТД компании RA-76502, RA-76842, RA-76846, RA-78765:

Авиакомпания осуществляла грузоперевозки для предприятий оборонного комплекса РФ, попавших под санкции. Кроме того, "Авиакон Цитотранс" перевозил военное снаряжение, такое как ракеты, боеголовки и запчасти для вертолетов по всему миру, отправляя военное оборудование в Венесуэлу, Африку и другие страны.— Treasury Sanctions Russian Proxy Wagner Group as a Transnational Criminal Organization
Ранее, 19 октября 2022 года, компания была внесена в санкционный список Украины. 19 мая 2023 года Авиакон Цитотранс внесён в санкционный список Канады против предприятий, которые предоставляют военные технологии вооруженным силам России.

## Памятные даты и события
- В марте 2013 года компания «Transafe Logistics» совместно с авиакомпанией Авиакон Цитотранс осуществили проект по перевозке на самолете ИЛ-76ТД в южнокорейский Пусан 46-тонного ротора генератора Нижневартовской электростанции. Данная перевозка считается мировым рекордом по перевозке моногруза на самолете данного типа[22].

- 2 июня 2025 года авиакомпания «Авиакон Цитотранс» отпраздновала 30-летний юбилей. Предприятие было основано в 1995 году в Екатеринбурге. В 1995-1999 годах авиакомпания выполняла пассажирские и грузовые рейсы из Екатеринбурга в основном в Объединенные Арабские Эмираты и Турцию, затем стала специализироваться только на доставке грузов по всему миру самолетами ИЛ-76 ТД. [23]